# Ed Harcourt
Ed Harcourt (rodným jménem Edward Henry Richard Harcourt-Smith, 14. srpna 1977, Wimbledon, Londýn) je anglický písničkář, hudebník a producent. Hraje na klavír, kytaru, bicí a baskytaru. K února 2016 vydal šest studiových alb, dvě EP a třináct singlů. Jeho debutové album Here Be Monsters bylo v roce 2001 nominováno na Mercury Prize. Jeho tvorbu ovlivnili především Tom Waits, Nick Cave a Jeff Buckley.

## Život

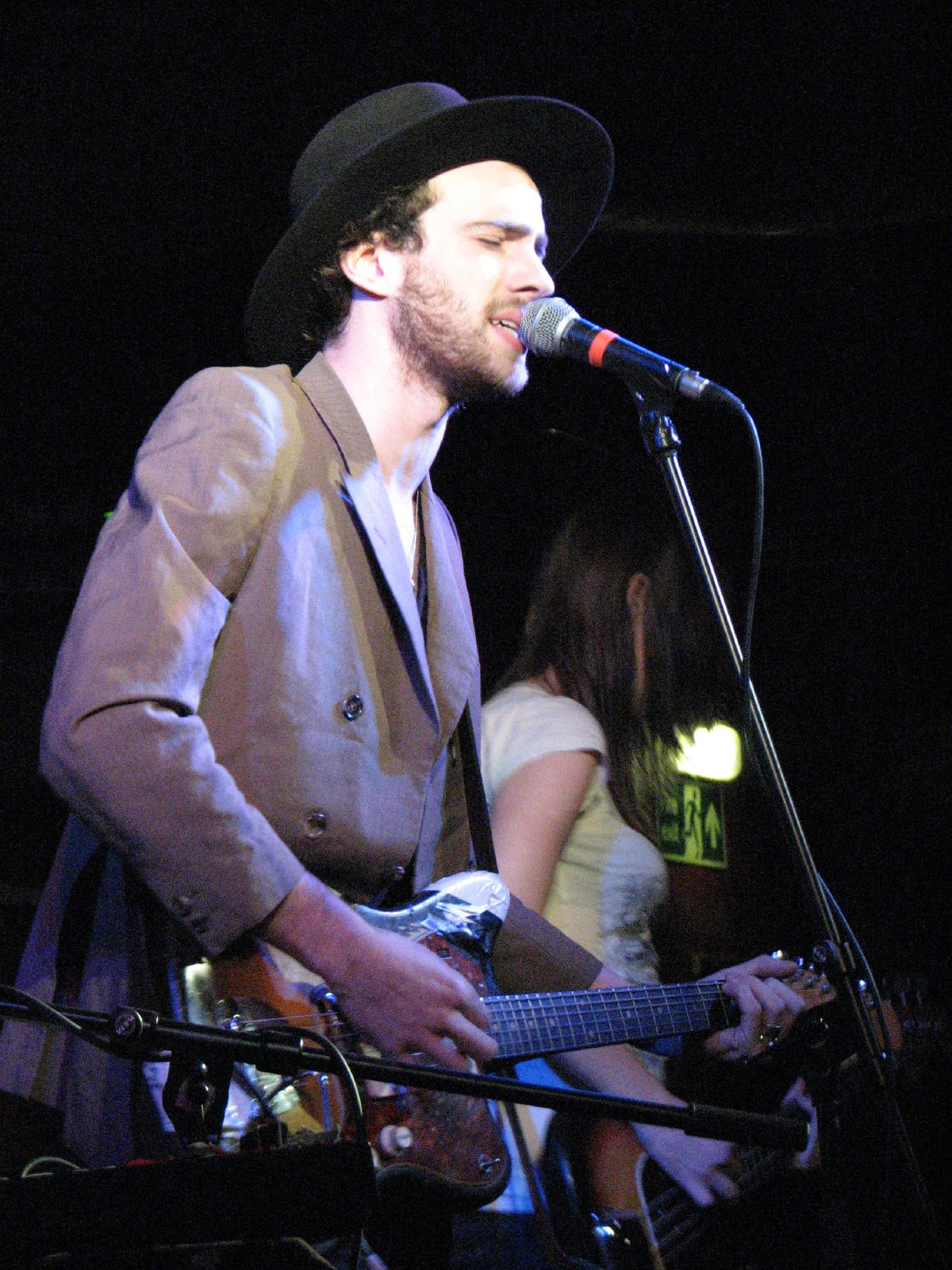

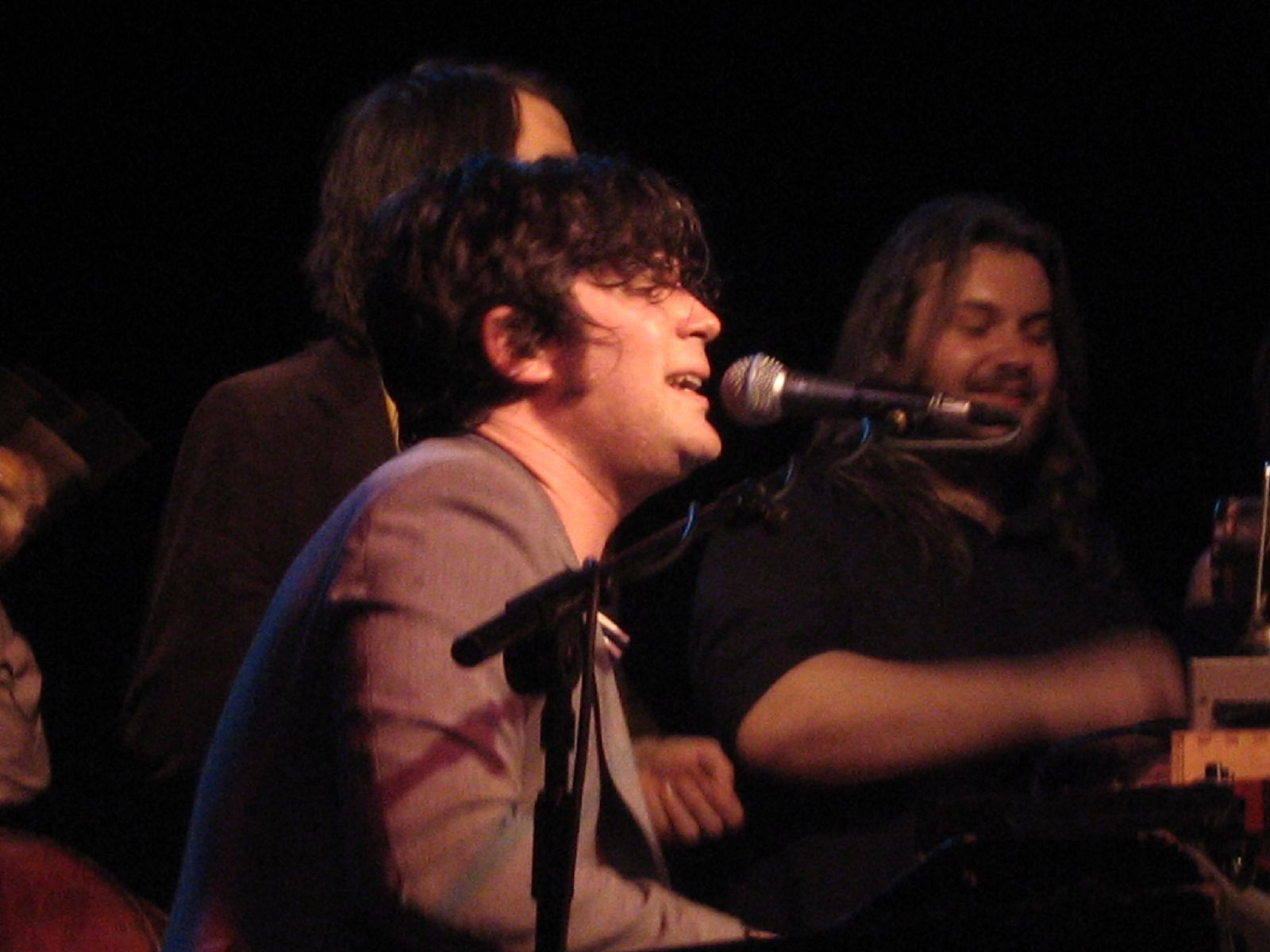

Ed se narodil 14. srpna 1977 jako nejmladší ze tří synů britského armádního důstojníka. Je prasynovec anglického politika Nicholase Ridleyho a praprasynovec někdejšího starosty Eastbourne; Rolanda Gwynnea. Jeho bratr William je známý paleontolog a antropolog. Ed je ženatý s Gitou Harcourt-Smithovou, rozenou Langleyovou. Spolu mají dvě děti; dceru Roxy a syna Franklyna.

## Hudební kariéra
Než se Harcourt začal věnovat sólo zpěvu, hrál na baskytaru a klávesy pro skupinu Snug. Ta vznikla v polovině roku 1990 a jejími členy byli krom Harcourta i James Deane, Ed Groves a Johnny Lewsley. Kapela vydala dvě alba a několik singlů, pak se ale rozpadla.
V roce 2000 zaznamenal Ed své debutové mini-album Maplewood EP do 4-track rekordéru v domě jeho babičky v Sussexu. Po podepsání smlouvy s Heavenly Records a oficiálního vydání Maplewood v listopadu 2000, Harcourt s Gilem Nortonem a Timem Holmesem vytvořili debutové studiové album Here Be Monsters. Album vyšlo v červnu roku 2011 a již měsíc po vydání bylo nominováno na Mercury Prize. Další singl vydal Harcourt až v říjnu 2002 a to pod názvem Still I Dream of It. Druhém album vydal v únoru 2003. Toto album se stalo velmi úspěšné, uchytilo se i mimo Velkou Británii. Po skončení turné po Velké Británii nakonec Ed vydal i třetí album Strangers, které oficiálně vydal v září 2004. Velkou oblibu si získalo ve Švédsku, kde v hitparádách obsadilo sedmé místo.
V červnu 2006 vydal Harcourt další, celkem již čtvrté, album pod názvem The Beautiful Lie. To si ale v Anglii nezískalo příliš kladných ohlasů. V jednom ze singlů na housle hraje i Edova současná manželka, Gita. Harcourt také vydal několik skladeb s francouzským jazzovým trumpetistou Erikem Truffazem. V říjnu 2007 pak vyšlo další album a později The Best of Ed Harcourt, výběr ze singlů za posledních sedm let jeho sólové kariéry, které měly největší úspěchy.
Když ukončil kontrakt s Heavenly/EMI, podepsal novou smlouvu s Dovecote Records ve Spojených státech. Krátce nato, v květnu 2009, vydal i nové EP. Za začátku roku 2010 nahrál Ed Harcourt píseň Isabel na pomoc SOS dětským vesničkám po událostech na Haiti. Na začátku června toho roku vydal i páté studiové album Lustre. V roce 2013 začal spolupracovat s britskou popovou hvězdou; Sophií Ellis-Bextorovou. Vyvrcholením jejich spolupráce bylo album Wanderlust, které Harcourt částečně napsal a produkoval. První singl z alba, Young Blood, byl vydán 20. ledna toho roku.